# Есбай Балустаулы
Есбай Балустаулы, Тазбала (1842 — 1910) — кюйши, композитор. 
Происходит из рода есентемир племени байулы.
Музыкальный талант Есбая проявился с ранних лет. Учителем был известный кюйши Абыл Таракулы. Кюи «Өтті-кетті», «Жалды қара», «Терісқақпай» наполнены эпическим пафосом и философскими раздумиями. «Балықшы кемпір», «Шажда қыз» создают образы современниц, «Бөгелек» и «Сарыалқа» рисуют картины природы. Творчество Есбая высоко оценил А. В. Затаевич. Произведения композитора донесли до наших дней мангыстауские домбристы Назар, Арал, Саулебай, Кисык, Кауен (Жумагали) и современные исполнители М.Ускенбаев, С. Шахратов, С.Казтуганов, Ш.Ибрагимов, Б.Атанкулов, С.Жалмышев, И.Шыртанов и др.